# Palmulacypraea
Palmulacypraea là một chi ốc biển, là động vật thân mềm chân bụng sống ở biển trong họ Cypraeidae, họ ốc sứ.

## Các loài
Các loài thuộc chi Austrasiatica bao gồm:
- Palmulacypraea katsuae (Kuroda, 1960)